# María Consolación Pablos Labajo
María Consolación Pablos Labajo (Valladolid, 11 de juny de 1958) és una política de Castella i Lleó.
Pablos es va formar com a pedagoga, treball que va compaginar inicialment amb les seves tasques polítiques.Regidora de Venta de Baños pel PSOE des de 1995, va ser alcaldessa d'aquest municipi de 2003 a 2015 i formà part de la Diputació Provincial de Palència des de 1999. En 2008 va ser candidata al Congrés, però no sortí elegida. El juny de 2015 va resultar elegida procuradora de les Corts de Castella i Lleó per la província de Palència, dins de la llista del seu partit.